# Карбункул (мінералогія)
Карбункул (рос. карбункул, англ. carbuncle, нім. Karbunkel, Karfunkel, Karfunkelstein) — староукраїнська назва червоного ґранату, а також рубіну, піропу, альмандину червоного кольору; коштовний камінь.
В українській науковій літературі вперше описаний в лекції «Про камені та геми» Ф. Прокоповича (Києво-Могилянська академія, 1705—1709 рр.).